# Affaire Laplace
 (novembre 2020).
Si vous disposez d'ouvrages ou d'articles de référence ou si vous connaissez des sites web de qualité traitant du thème abordé ici, merci de compléter l'article en donnant les références utiles à sa vérifiabilité et en les liant à la section « Notes et références ».

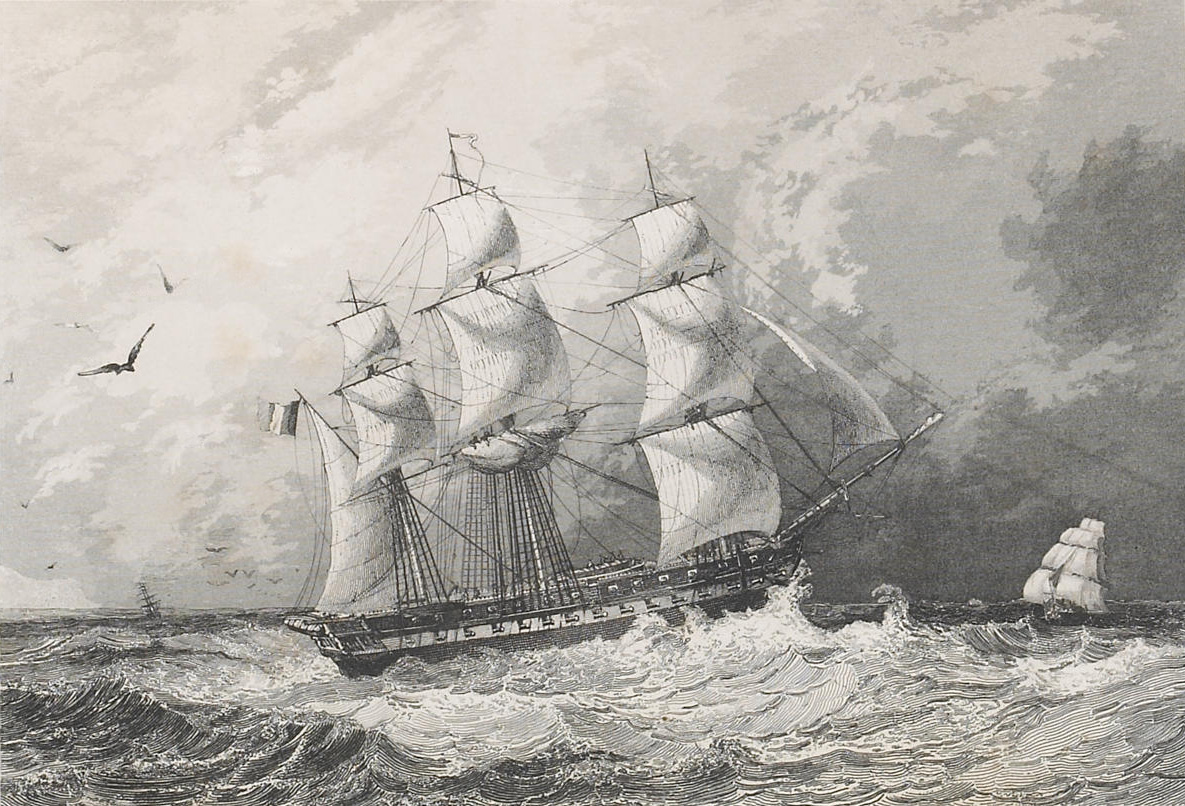
L'Artémise.

L’affaire Laplace ou l’incident français est une intervention militaire française pour mettre fin à la persécution des catholiques par le royaume d'Hawaï le 10 juillet 1839 via la frégate L'Artémise commandée par le capitaine Cyrille Pierre Théodore Laplace. Avec la menace d'une guerre, le roi Kamehameha III accepte les demandes françaises en proclamant un édit de tolérance le 17 juillet 1839 mettant fin à la détention de citoyens catholiques et accordant des réparations pécuniaires (20 000 $) qui permettent l'achat d'un terrain et la construction d'une église par les missionnaires catholiques.